# Dario Fo
Dario Fo (født 24. marts 1926, død 13. oktober 2016) var en italiensk skuespiller, forfatter, instruktør og politisk aktivist. I den klassiske commedia dell'arte-tradition skabte han et folkeligt, politisk teater, der med grovkornet satire afslører hykleri, undertrykkelse og udbytning. Den katolske kirke, politikere og kapitalistiske samfundsmekanismer var yndlingsofrene.
Fo modtog Nobelprisen i litteratur i 1997. Han var gift med sin samarbejdspartner, skuespilleren Franca Rame frem til hendes død i 2013.

## Forestillinger
- Mistero Buffo